# 별만이 아는 비밀
"별만이 아는 비밀"은 한국에서 제작된 이선경 감독의 1958년 영화이다. 주증녀 등이 주연으로 출연하였고 백경순 등이 제작에 참여하였다.

## 출연

### 주연
- 주증녀
- 이민
- 장동휘
- 도금봉

## 기타
- 조명: 이인식
- 녹음: 최칠복
- 미술: 백남준